# Orchidoideae
Orchidoideae é uma subfamília de orquídeas (família Orchidaceae), que congrega a quase totalidade das espécies terrestres, contando mais de 3600, ou seja um quinto do total de espécies estimado para esta família. São plantas que o leigo normalmente não identifica como orquídeas, devido, tanto à sua aparência herbácea, como pelo fato de ordinariamente apresentarem flores pequenas ou minúsculas. Excetuada uma pequena parcela de espécies com flores ou folhagens vistosas, são cultivadas apenas como curiosidades ou pelo seu interesse botânico.

## Distribuição
As orquídeas pertencentes a esta subfamília estão presentes em todos os continentes, exceto a Antártida. Apesar de existirem muitas espécies no Continente Asiático, comparativamente existem bem menos espécies ali que nas outras partes do mundo. Não há espécies em áreas perenemente geladas ou desérticas.

## Descrição
São plantas terrestres, excepcionalmente epífitas, em regra com raízes pubescentes ou glabras e rizomas carnosos de extensão variada, algumas poucas saprófitas e, neste caso com folhas reduzidas a pequenas brácteas caulinas ou florais descoloridas.
Possuem uma ou várias folhas herbáceas macias, normalmente decíduas e anuais, geralmente verdes ou mais raro coloridas com intrincados padrões reticulados, listas ou pintas. Podem formar uma roseta basal ou estarem dispostas ao longo do caule.
A inflorescência é terminal em regra racemosa comportando de uma a muitas flores. As espécies neotropicais costumam apresentar flores pequenas e discretas enquanto as espécies do velho continente muitas vezes são bastante grandes coloridas e vistosas.
As pétalas e sépalas podem ser livres ou parcialmente concrescidas. Em muitos gêneros a sépala dorsal fica disposta junto às pétalas, imediatamente acima da coluna, formando uma espécie de tubo com o labelo. As sépalas laterais muitas vezes são parcialmente unidas na base formando um esporão ou calcar. O labelo apresenta conformações variadas e é comum formar calcar.
Apresentam um só estame e uma única antera fértil, a qual é ereta e basitônica, e em regra contém uma ou mais polínias cerosas. O gineceu é formado por um só pistilo que com o androceu compõem a coluna da maioria das espécies a qual raramente encontra-se soldada a qualquer dos outros segmentos florais. O estigma é bilobado ou trilobado, com rostelo presente; e o ovário é composto por apenas uma câmara com milhões de óvulos, desenvolvendo-se em fruto capsular.

## Histórico
John Lindley estabeleceu esta subfamília em 1826. Desde então, poucas dúvidas existiram sobre seu reconhecimento, principalmente porque aqui está o gênero tipo de toda família Orchidaceae, Orchis L., entretanto a exata circunscrição de Orchidoideae variou grandemente conforme novas gêneros eram descritos e revisões publicadas. Inicialmente eram reconhecidos membros desta subfamília apenas os gêneros de orquídeas terrestres que apresentavam raízes tuberosas.
As orquídeas terrestres sem raízes tuberosas eram consideradas parte de Neottieoidae até 1979, quando Robert Louis Dressler propôs o estabelecimento da subfamília Spiranthoideae para abrigar boa parte destas espécies. Diversas tribos eram consideradas hora parte de Neottieoidae, hora parte de Spiranthoideae.
Com o advento da filogenia molecular muitas das dúvidas sobre a circunscrição de Orchidoideae foram sanadas. Sabe-se hoje que a subfamília Spiranthoideae e grande parte das tribos atribuídas a Neottieoidae são partes integrantes de Orchidoideae, todavia as relações entre muitas dessas tribos ainda não estão esclarecidas. Atualmente reconhecem-se seis tribos em Orchidoideae, entretanto futuras alterações de classificação são esperadas, principalmente em relação aos grupos de gêneros próximos dos clados de Habenaria e Pterostylis.

## Taxonomia de Orchidoideae
Em 2003, M.W.Chase et al. publicaram a mais recente revisão de Diurideae com base em genética molecular. Classificam Diurideae entre as quatro tribos da subfamília Orchidoideae. Neste trabalho incluem Diseae em Orchideae; e Chloraeeae, Pterostylidinae e parte de Megastylidinae em Cranichideae. As classificações anteriores mormente baseadas exclusivamente na morfologia, não levaram em consideração a possibilidade de evolução convergente dos gêneros e espécies de modo que muitos estavam classificados erroneamente. Por enquanto vem aqui conforme a classificação anterior:
As Orchidoideae contêm dois subclades com as seguintes tribos: 
- tribo Codonorchideae, Orchideae e Diseae
- tribo Chloraeeae, Cranichideae e Diurideae

### TriboOrchideae
Caracteriza-se por raízes tuberosas; flores usualmente com viscídio duplo, polínias sésseis, caudículos algo proeminentes; coluna curta e apoda, não constrita na base da antera, esta ereta e bilocular; e labelo sem calcar ou, quando presente, apenas em número de um, basal. A presente classificação apresenta apenas uma subtribo, Orchidinae, com pouco mais de cinquenta gêneros, apenas um presente no Brasil. Está dividida em 54 gêneros com cerca de 1528 espécies.

### TriboDiseae
Caracteriza-se por apresentar raízes ou caules tuberosos; flores usualmente com viscídio duplo, polínias sésseis, caudículos algo proeminentes; coluna curta e apoda, não constrita na base da antera, esta tombada a partir da coluna, com base na parte superior; as flores em regra apresentam diversos formatos de calcar e este é duplo quando formado pelo labelo. A presente classificação apresenta cinco subtribos divididas em onze gêneros e 389 espécies, nenhuma presente no Brasil.

### TriboCranichideae
Caracteriza-se por suas raízes fasciculadas carnosas, porém não tuberosas, normalmente agrupadas ou distribuídas ao longo do quase sempre presente rizoma; suas flores contém viscídio. Esta tribo encontra-se dividida em seis subtribos, três delas, Galeottiellinae, Manniellinae e Pterostylidinae, são formadas por apenas um gênero, destas nenhuma presente no Brasil. No total Cranichideae compreende noventa e seis gêneros contando mais de seiscentas espécies.

### TriboDiurideae
Caracteriza-se por apresentar raízes ou caules tuberosos; flores usualmente com viscídio simples, polínias normalmente sem caudículos; coluna sem asas apicais, constrita na base da antera. A presente classificação apresenta nove subtribos divididas em 37 gêneros, e cerca de mil espécies nenhuma presente no Brasil ou Portugal.

### TriboChloraeeae
Caracteriza-se por suas raízes fasciculadas carnosas não tuberosas; não apresentam rizoma; e suas flores não contém viscídio. Não está dividida em subtribos e é formada por quatro gêneros e 76 espécies.

### TriboCodonorchideae
Alguns consideram esta tribo como subfamília à parte. Caracteriza-se por raízes tuberosas; flores usualmente com viscidium duplo, polínias sésseis, caudículos algo proeminentes, coluna longa e curvada, com pé alongado na base, não constricta na base da antera, a qual é operculada. Não esta dividida em subtribos, apenas um gênero com duas espécies compõe esta tribo.